# Tampaksiring
Tampaksiring est un kecamatan (canton) indonésien du kabupaten de Gianyar (département) de la province de Bali.
Il comprend les communes de Manukaya, Tampaksiring, Gianyar (id), Pejeng (en), Pejeng Kaja, Tampaksiring, Gianyar (id), Pejeng Kangin, Tampaksiring, Gianyar (id), Pejeng Kawan, Pejeng Kelod, Tampaksiring, Gianyar (id), Sanding, Tampaksiring, Gianyar (id) et Tampaksiring.

Carte de localisation du canton de Tampaksiring dans le kabupaten de Gianyar.